# Melanoplus huporeus
Melanoplus huporeus är en insektsart som beskrevs av Morgan Hebard 1919. Melanoplus huporeus ingår i släktet Melanoplus och familjen gräshoppor. Inga underarter finns listade i Catalogue of Life.